# 程熙 (1939年)
程熙（1939年—2019年1月5日），又名程博熙，女，汉族，湖南醴陵人，中华人民共和国政治人物。第十一届全国政协委员。中央文史研究馆馆员。

## 生平
2008年，当选第十一届全国政协委员，代表特别邀请人士，分入第五十八组。

## 家庭
父程潛。